# علی محمدی
علی محمدی (متولد ۸ خرداد ۱۳۴۴) ادب‌پژوه ایرانی و استاد گروه زبان و ادبیات فارسی دانشگاه بوعلی سینا است. فعالیت‌های پژوهشی او بیش‌تر در حوزه‌های مثنوی‌پژوهی، شاهنامه‌پژوهی، حافظ‌شناسی، نقد ادبی و جامعه‌شناسی ادبیات است.

او حدود یک سال در کشور قزاقستان، شهر آلماتا و حدود دو سال در کشور لهستان شهرهای ورشو و کراکف مشغول تدریس زبان و ادبیات فارسی بود.
محمدی دوره کارشناسی (۱۳۷۱) و کارشناسی ارشد (۱۳۷۲) زبان و ادبیات فارسی را در دانشگاه اصفهان و تهران و دوره دکتری همین رشته را در دانشگاه اصفهان (۱۳۷۹) گذراند.

## آثار

### کتاب‌ها

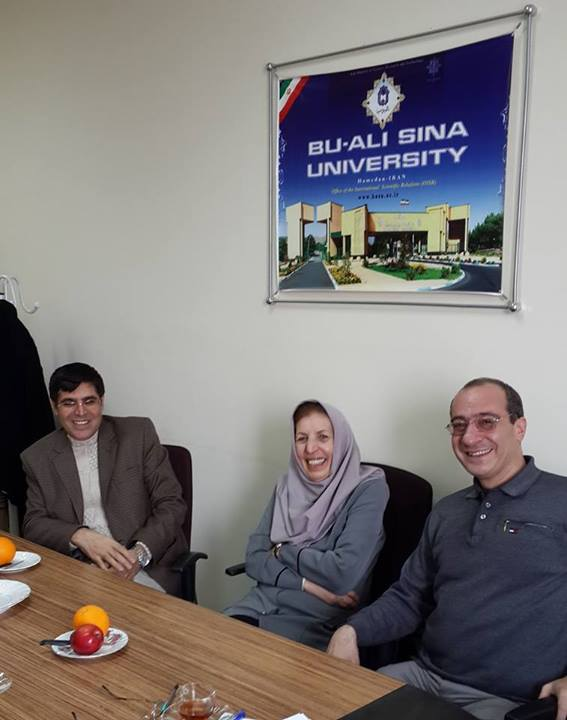
از راست: امید طبیب‌زاده، ژاله آموزگار و علی محمدی

- کلوس دم برف: نقد و نگاهی به سروده‌های افسربختیاری، تهران: معین، ۱۳۷۶
- قلف صد من: نقدی بر سروده‌های محلی حیدرعلی طالب‌پور، اصفهان: نقش مانا، ۱۳۸۱
- حماسهٔ برزونامه (تصحیح انتقادی داستان برزو)، همدان: دانشگاه بوعلی‌سینا، ۱۳۸۴
- چکیده و تحلیل مثنوی، تهران: علم، ۱۳۸۷
- تفسیر مثنوی با مثنوی (گزینش و تحلیل و تفسیر ۹۸ موضوع برجسته در مثنوی، مبنی بر اندیشه‌های مولانا)، همدان: دانشگاه بوعلی‌سینا، ۱۳۸۸[۵]
- از بیشه تا ستیغ (مجموعهٔ ۱۲ مقالهٔ چاپ‌شده در نشریات گوناگون و نقدی بر یکی از سروده‌های تقی پورنامداریان)، همدان: دانشگاه بوعلی‌سینا، ۱۳۸۸
- تاریخ رشیدی (تصحیح)، همدان: دانشگاه بوعلی‌سینا، ۱۴۰۴[۶][۷][۸][۹]

‎
- حیات باقی
- مقایسه کلیم کاشانی و محتشم کاشانی از منظر بلاغت

- آفتاب نهان خاقانی مجموعه مقالات برگزیده‌ی همایش خاقانی‌شناسی تقدیم‌شده به استاد  جمشید مظاهری
- بررسی و تحلیل سبک‌شناختی زبانی مقالات شمس تبریزی
- پایداری در تصنیف‌های عارف
- مقالهٔ ابن‌سینا در آیینهٔ غربت
- انارهای شکور مراد و خر عمو محمد لطیف
- کهنه و نو
- قصه درخت چارمغز
- بن‌بست
- چنگیز خان
- قبول حق
- در کار گلاب و گل (شرح بیتی از حافظ)[پیوند مرده]
- نگاهی به یکی از غزل‌های بیدل: می‌رود صبح و اشارت می‌کند
- رازهای پیامبری انوری
- رهروان بی‌برگ
- داستان ورقه و گلشاه
- گرز گاوسر
- ایاز در مثنوی
- تندیس‌های ماندگار از دنیای پرندگان
- نقد و نگاهی به شعر دماوندیه اثر ملک الشعرای بهار
- جان باختگان حماسه ملی
- سخنرانی در همایش «از بلخ تا قونیه»
- نگاهی به کتاب‌خانه‌ام ابری است - شعر نیما از سنت تا تجدد
- بررسی انتقادی معنا و اندیشه‌های بیدل در آیینه یک غزل
- ضرورت بازنگری تاریخ رشیدی
- سیر تحول اغراق در نقد کهن عربی (بررسی موردی اشعار متنبی)
- نقد و نگاهی بر حکایت طوطی و بقال در مثنوی مولوی
- قابلیت‌های زبان فارسی و موانع جهانی شدن آن
- بررسی و تحلیل نوعی حذف در زبان شاهنامه
- نمود ایما(زبان ایما یکی از شاخص‌های برجسته مقالات شمس)
- پیوند میان حافظ ایرانی و آموزه‌های نقد جدید غربی
- بررسی ساختار زبانی، تاریخی و فرهنگی «سرود بخارا»
- مناظره رز با میش
- روایتی نو از تدوین حماسه‌ی ملی (شاه‌نامه)
- تحلیل تقابل طاووس و مار در داستان رستم و اسفندیار
- تحلیل و بررسی «قتل ادیب صابر» با تکیه بر گزارش‌های تاریخی و مستندات سروده‌های او
- رابطه‌ی ادبیات با لغزش‌های زبانی
- بررسی و تحلیل داستان نخست دفتر اول مثنوی مبنی بر گزاره‌های معرفت‌نفسی یا روان‌کاوی

کتاب «چکیده و تحلیل مثنوی»
کتاب «از بیشه تا ستیغ»
کتاب «تفسیر مثنوی با مثنوی»
کتاب «حماسه برزونامه»
کتاب «قلف صد من»
کتاب «کلوس دم برف»